# Ethan A. Hitchcock (General)

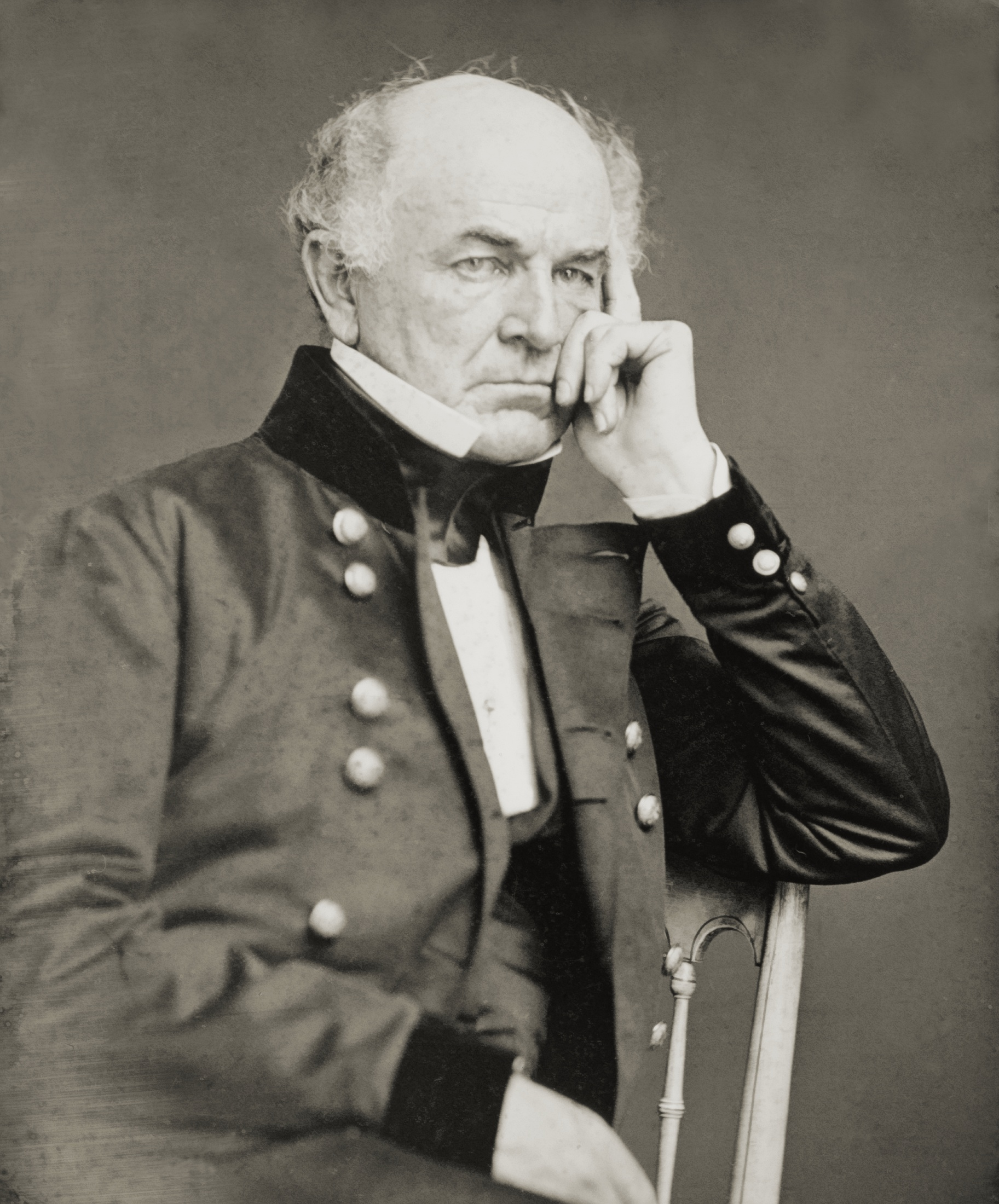
Ethan A. Hitchcock

Ethan Allen Hitchcock (* 18. Mai 1798 in Vergennes, Vermont; † 5. August 1870 Sparta, New York) war ein General der US-Armee. Nach seiner Pensionierung widmete er sich dem Sammeln  alchemistischer Bücher und verfasste die erste  psychologische Betrachtung des Forschungsgebietes. Er war darin ein Vorläufer von Herbert Silberer, der Carl  Gustav Jung zu seinen Werken über die Alchemie veranlasste.

## Beiträge zur Alchemie und Vorläufer der Jungschen Psychologie
Der als „Pen of the Army“ bekannte Ethan Allen Hitchcock war bei seinen Zeitgenossen als Gelehrter und eifriger Leser  philosophischer Bücher bekannt.
Bis zu seinem Tod hatte Hitchcock eine umfangreiche private Bibliothek mit philosophischen Texten, darunter mehr als 250 Bände zum Thema Alchemie, gesammelt. Diese Sammlung wurde allgemein als einer der schönsten privaten Bestände seltener alchimistischer Werke betrachtet. Sie befindet sich heute in der St. Louis Mercantile Library der University of Missouri-St.Louis. In seinen Werken über Alchimie und die Alchimisten sowie in anderen Schriften argumentierte Hitchcock, dass die  Alchimisten  Religionsphilosophen gewesen seien, die ihre Ansichten in  symbolischer Form darlegten. 
Hitchcock war Rosenkreuzer und gemeinsam mit Lincoln Mitglied einer Loge in Washington, D.C.

## Musiksammlung
Der Generalmajor spielte auch Flöte und legte eine umfangreiche Notensammlung mit Werken für die Flöte an. Erst in den 1960er Jahren, fast hundert Jahre nach seinem Tod, wurde die „Sammlung Sparta“ entdeckt. Der Sammlungsbestand aus 73 gebundenen Bänden und ca. 200 losen Manuskripten, befindet sich derzeit in der Warren D. Allen Music Library der Florida State University. 

## Werke
- Remarks upon Alchemy and Alchemists 1857
- Christ the Spirit 1861
- The Story of the Red Book of Appin 1863
- Spenser's Poem 1865
- Remarks on the Sonnets of Shakespeare 1867
- Fifty Years in Camp and Field posthumous, 1909
- A Traveler in Indian Territory: The Journal of Ethan Allen Hitchcock, Late Major-General in the United States Army 1930